# فرودگاه سانتا النا د آئرن

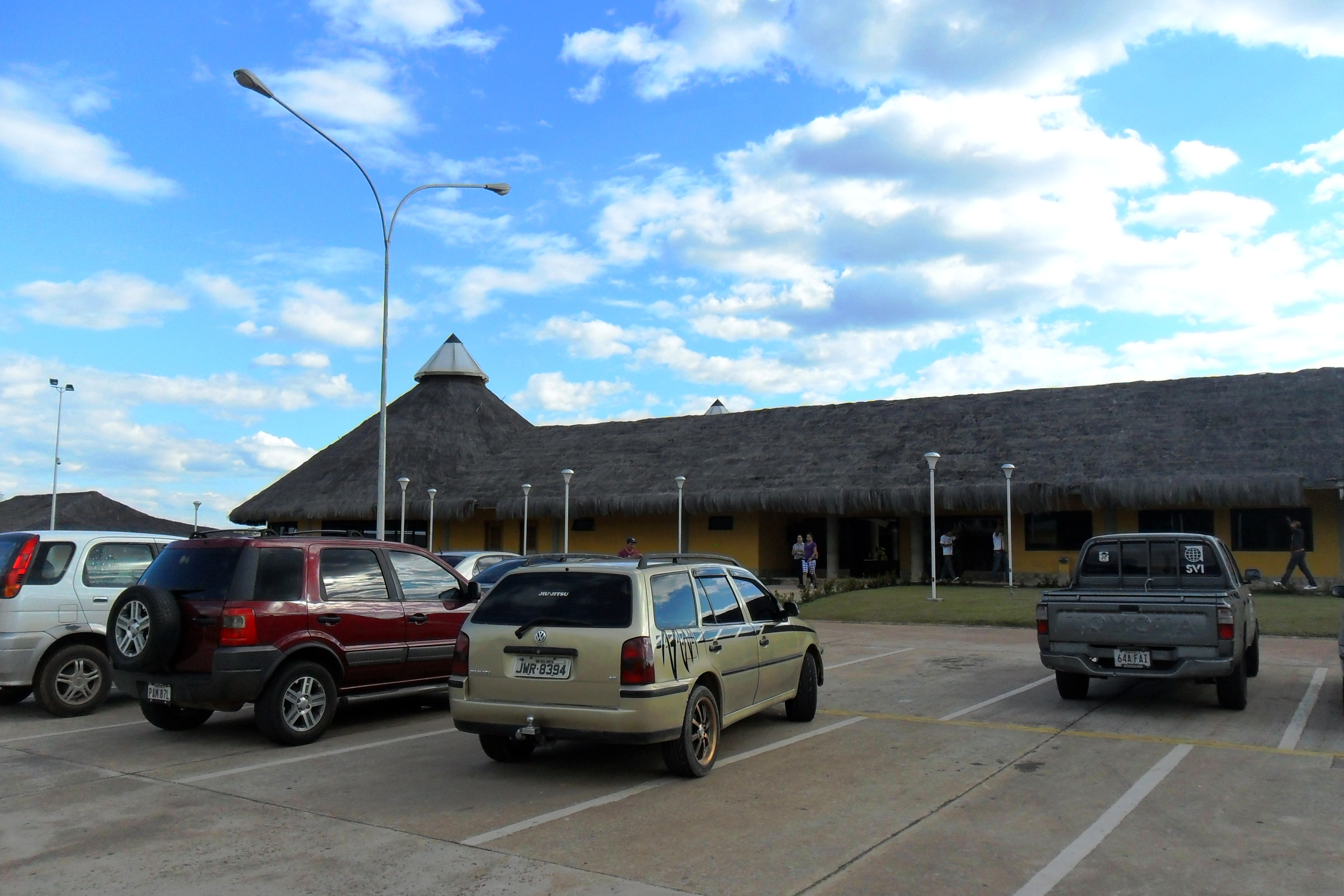
فرودگاه سانتا النا د آئرن ونزوئلا

فرودگاه سانتا النا د آئرن (به انگلیسی: Santa Elena de Uairén Airport) (به زبان بومی: Aeropuerto de Santa Elena de Uairén) یک فرودگاه همگانی با کد یاتا SNV است که یک باند فرود آسفالت دارد و طول باند آن ۱۶۶۰ متر است. این فرودگاه در کشور ونزوئلا قرار دارد و در ارتفاع ۸۹۶ متری از سطح دریا واقع شده است.

## شرکت‌های هواپیمایی و مقصدهای پروازی
| شرکت‌های هواپیمایی | مقصدهای پروازی             |
| ----------------- | -------------------------- |
| Aereotuy          | دل کریبی سانتیاگو «مارینو» |